# Cantó de Mainvilliers
El cantó de Mainvilliers és un cantó francès del departament d'Eure i Loir, situat al districte de Chartres. Té 5 municipis i el cap és Mainvilliers.

## Municipis
- Bailleau-l'Évêque
- Chartres (part)
- Lèves
- Mainvilliers
- Saint-Aubin-des-Bois

## Història
| Data d'elecció                           | Identitat           | Partit | Qualitat |
| ---------------------------------------- | ------------------- | ------ | -------- |
| 1982-1992                                | Jean Charpentier    | PS     |          |
| 1992-2004                                | Jean-Jacques Châtel | PS     |          |
| 2004-                                    | Nicolas André       | PS     |          |
| les dades anteriors no són pas conegudes |                     |        |          |
|                                          |                     |        |          |

## Demografia
| A partir de 1990: Població sense dobles comptes |